# ديفيد مور (لاعب كرة قدم أمريكية)
ديفيد مور (بالإنجليزية: David Moore)‏ هو لاعب كرة قدم أمريكية أمريكي، ولد في 16 يناير 1995 في غينسفيل في الولايات المتحدة.

## وصلات خارجية
- ديفيد مور على موقع مرجع كرة القدم المحترفة.كوم (الإنجليزية)